# 16044 Kurtbachmann
16044 Kurtbachmann este un asteroid din centura principală de asteroizi.

## Descriere
16044 Kurtbachmann este un asteroid din centura principală de asteroizi. A fost descoperit pe 6 aprilie 1999 la Socorro, New Mexico, în cadrul proiectului LINEAR. Asteroidul prezintă o orbită caracterizată de o semiaxă mare de 2,92 ua, o excentricitate de 0,07 și o înclinație de 1,5° în raport cu ecliptica.